# Čulym (přítok Obu)
Čulym (rusky Чулым) je řeka v Krasnojarském kraji a v Tomské oblasti v Rusku. Je 1799 km dlouhá. Povodí má rozlohu 134 000 km².

## Průběh toku
Vzniká soutokem Bílého a Černého Ijuse, které pramení na Kuzněckém Alatau. Až k městu Ačinsk má horský charakter a dále k vesnici Teguldet teče nejprve mezi vyvýšenými břehy a níže Čulymsko-jenisejskou kotlinou, v níž se štěpí na jednotlivá ramena a často mění průběh koryta. Ještě níže teče řeka v říční nivě široké až 10 km, v níž se vyskytují jezera a mrtvá ramena. Koryto sestává na tomto úseku z mnoha ramen a je široké až 1200 m. Ústí zprava do Obu.

### Přítoky
- zleva – Serež, Urjup, Kija, Jaja
- zprava – Velký Uluj, Kemčug, Čičkajul

## Vodní stav
Zdrojem vody jsou především sněhové srážky. Průměrný roční průtok vody činí 785 m³/s. Maximální průtok ve vzdálenosti 131 km od ústí činí 8220 m³/s a minimální 108 m³/s. Zamrzá na začátku listopadu a rozmrzá na konci dubna až na začátku května. Na jaře se často vytvářejí ledové zátarasy. Nejvyšších vodních stavů dosahuje od května do července. Průměrné množství unášených pevných látek je 68 kg/s, což představuje za rok 2100 t.

## Využití
Řeka je splavná. Vodní doprava je možná do vzdálenosti 1173 km od ústí, ale velká členitost a říční prahy ji ztěžují Na řece leží města Nazarove, Ačinsk, Asino.